# Manoir de la Motte-Rivaud
Le manoir de la Motte-Rivaud est situé à Sarzeau en France.

## Localisation
Le manoir est situé sur le territoire de la commune de Sarzeau, au lieu-dit la Motte, dans le département du Morbihan en région Bretagne.

## Description
Le manoir date des XVIe et XVIIe siècles, communs en moellons sans chaîne en pierre de taille de granite , fronton en calcaire, à rez-de-chaussée et comble à surcroît, élévation à travées. Toiture à longs pans recouverte d'ardoises. Colombier en moellons, sans couverture ; ferme en moellons sans chaîne en pierre de taille, à rez-de-chaussée et comble à surcroît, toit à longs pans, à pignon couvert.

## Historique
Le manoir est la propriété des Francheville de 1580, date de sa fondation, à 1780. Logis entièrement remanié au XIXe siècle. Communs avec écuries, cellier de la deuxième moitié du XVIIe siècle. Colombier du XVIIe siècle actuellement en ruine. Ferme datée 1836.
Il est inscrit à l'inventaire général du patrimoine culturel.